# Bernd Walz (Fußballspieler)
Bernd Walz (* 15. Oktober 1957 in Aschbach, Hessen; † 5. März 2023 in Hartenrod, Hessen) war ein deutscher Fußballspieler und Fußballtrainer. Walz spielte im Profibereich für die Kickers Offenbach und den VfR Bürstadt in der 2. Bundesliga. Für die Kickers Offenbach stand er als Verteidiger wettbewerbsübergreifend in 162 Spielen in der 2. Bundesliga, dem DFB-Pokal und der Bundesliga-Relegation auf dem Feld. Nach seiner aktiven Karriere war er überwiegend im Amateurbereich, aus Verbundenheit zu seiner Heimat, als Trainer tätig. Walz besaß als Trainer mit der A-Lizenz die zweithöchste Lizenzstufe im DFB.

## Spielerlaufbahn
Walz begann das Fußballspielen in seiner frühen Jugend in seinem Geburtsort Aschbach beim dort ansässigen TSV Aschbach. Danach wechselte der Vorstopper zum VfR Bürstadt in die Jugend, wo er im Jahr 1974/75 Deutscher Amateurmeister wurde. Walz lief dabei 14-mal für die Jugendnationalmannschaften von Deutschland auf. Seine Leistungen brachten Walz, der zu dieser Zeit als torgefährlicher Verteidiger galt, zu den Kickers Offenbach. In seiner Zeit beim OFC absolvierte er wettbewerbsübergreifend 162 Spielen und erzielte dabei 13 Tore. In der Spielzeit 1981/82 stand Walz mit den Kickers Offenbach in der Bundesliga-Relegation gegen Bayer Leverkusen, in der er ein Tor erzielte und sich anschließend durch einen Verrenkungsbruch im Sprunggelenk  schwer verletzte, sodass er seine aktive Karriere daraufhin beenden musste.

## Persönliches
Nachdem Walz seine aktive Karriere beendet hatte, beschäftigte er sich mit Sportverletzungen und begann eine Ausbildung zum Physiotherapeuten. Kurz nach dem Abschluss seiner Ausbildung war Walz kurze Zeit als Physiotherapeut im Eishockeyteam der Adler Mannheim tätig. Neben seinem beruflichen Werdegang als Physiotherapeut bildete er sich als Trainer bis zur DFB-A-Lizenz weiter und trainierte mehrere Amateurvereine in seiner Heimat. Nachdem Walz in leitender Funktion in der Rehaklinik Göttmann (Klinik für Rehabilitation und Prävention) in Reichelsheim gearbeitet hatte, eröffnete er selbst eine Praxis in seiner Heimat.